# Lightning (Achterbahnmodell)
Lightning Lift bzw. Thunderbolt ist die Bezeichnung eines Stahlachterbahnmodells des Herstellers Zamperla, welches erstmals am 14. Juni 2014 ausgeliefert wurde. Die erste Anlage wurde als Thunderbolt im Lunapark eröffnet.

## Varianten
Mittlerweile gibt es von diesem Achterbahnmodell drei Standardvarianten mit unterschiedlicher Streckenlänge, Höhe und Inversionen. Allen Anlagen ist gemein, dass sie über einen vertikalen Kettenlift verfügen. Die Züge verfügen über drei Wagen mit Platz für jeweils drei Personen (eine Reihe).

### Variante 1
Die 375 m lange Strecke, die sich über einer Grundfläche von 70 m × 39 m erstreckt, erreicht eine Höhe von 21 m und verfügt über drei Inversionen: einen Looping, einen Immelmann und einen Korkenzieher. Die Höchstgeschwindigkeit beträgt 70 km/h und es entwickeln sich 3,9g.

#### Standorte
| Achterbahn           | Betreiber       | Land                | Eröffnungsjahr |
| -------------------- | --------------- | ------------------- | -------------- |
| Relámpago            | Mundo Petapa    | Guatemala           | 2019           |
| Running Into the Sky | China Hiin City | Volksrepublik China | 2025           |

### Variante 2
Die 568 m lange Strecke, die sich über einer Grundfläche von 46 m × 91 m erstreckt, erreicht eine Höhe von 30,5 m und verfügt über vier Inversionen: einen Looping, eine Cobra-Roll, die aus zwei Inversionen besteht, und einem Korkenzieher. Die Höchstgeschwindigkeit beträgt 85 km/h.

#### Standorte
| Achterbahn            | Betreiber  | Land                | Eröffnungsjahr |
| --------------------- | ---------- | ------------------- | -------------- |
| Canal Peak / 运河巅峰 | Fancy City | Volksrepublik China | 2021           |

### Variante 3
Die 689 m lange Strecke, die sich über einer Grundfläche von 258 m × 19,6 m erstreckt, erreicht eine Höhe von 39 m und verfügt über eine übergeneigte Kurve von 112° und vier Inversionen: einen 30 m hohen Looping, eine 25 m hohe Zero-g-Roll, einen Dive-Loop und einen Korkenzieher. Die Höchstgeschwindigkeit beträgt 92 km/h und es entwickeln sich 4,3g. Eine Besonderheit betrifft die Anlage Lightning Coaster in Dinosaur DreamWorks: Diese verfügt nicht wie die anderen Anlagen über Züge mit drei Wagen mit jeweils drei Personen in einer Reihe, sondern über einzelne Wagen mit jeweils zwei Reihen à vier Personen.

#### Standorte
| Achterbahn                     | Betreiber               | Land                | Eröffnungsjahr |
| ------------------------------ | ----------------------- | ------------------- | -------------- |
| Lightning Coaster / 闪电过山车 | Dinosaur DreamWorks     | Volksrepublik China | 2024           |
| Rollin' Thunder                | Tropic Falls Theme Park | Vereinigte Staaten  | 2017           |
| Thunderbolt                    | Lunapark                | Vereinigte Staaten  | 2014           |
| Thunderbolt / 쾌속 열차        | Robotland               | Südkorea            | 2019           |

### Custom-Variante
Neben den drei Standardvarianten gibt es auch noch eine einzige Custom-Variante. Diese 2018 mit dem Namen Thunderchariot (雷霆战车) im Discoveryland (Volksrepublik China) eröffnete Bahn erstreckt sich über eine Grundfläche von 107 m × 71 m, hat eine Streckenlänge von 675 m und erreicht eine Höhe von 35,6 m. Sie verfügt über eine übergeneigte Kurve, sowie vier Inversionen: einen Immelmann, einen Dive-Loop, einen Looping und eine Zero-g-Roll. Die Höchstgeschwindigkeit beträgt 85,3 km/h und es entwickeln sich 3,6g.